# Guerra rus'-bizantina de 941
A guerra rus'-bizantina de 941 foi travada durante o reino de Igor I de Quieve. A Correspondência Cazar revela que a campanha foi instigada pelos cazares, que desejavam se vingar dos bizantinos após as perseguições aos judeus promovidas pelo imperador bizantino Romano I Lecapeno.

## História
Os rus' e seus aliados, os pechenegues, desembarcaram na costa norte da Ásia Menor e se espalharam por toda a Bitínia em maio de 941. Como de hábito, eles parecem ter sido bem informados de que a capital imperial estaria indefesa e vulnerável a um ataque: a frota bizantina estava engajada numa luta contra os árabes no Mediterrâneo, enquanto que o grosso do exército bizantino estava estacionado ao longo da fronteira oriental.
Lecapeno conseguiu juntar quinze navios para a defesa de Constantinopla e os armou com lançadores de fogo grego, na proa e na popa. Igor, desejando capturar essas naus gregas e suas tripulações, mas sem saber dos lançadores, fez com que sua frota os cercasse. Então, num instante, o fogo grego foi lançado sobre os rus' e seus aliados. Liuprando de Cremona escreveu: "Os rus', vendo as chamas, pularam no mar preferindo a água ao fogo. Alguns afundaram por conta do peso de suas couraças e elmos; outros morreram queimados." Todos os rus' capturados foram decapitados.
Desta forma, os bizantinos conseguiram dispersar a frota rus', mas não conseguiram evitar que a zona rural próxima à Constantinopla fosse saqueada, com os invasores chegando até Nicomedia. Muitas atrocidades foram reportadas, com os rus' acusados de crucificarem suas vítimas ou de pregarem pregos em seus crânios.
Em setembro, João Curcuas e Bardas Focas, dois dos principais generais bizantinos, rapidamente retornaram para a capital e logo trataram de dar combate aos invasores. Os rus' imediatamente se moveram para a Trácia, levando também sua frota para lá. Quando eles estavam prestes a retornar para casa, carregados de espólios saqueados na região, a frota bizantina sob Teófanes caiu sobre eles. As fontes gregas reportam que os rus' perderam a frota toda neste ataque surpresa, com apenas um punhado de barcos chegando às suas bases na Crimeia. Os prisioneiros capturados foram levados para a capital e decapitados. As fontes cazares acrescentam que o líder rus' conseguiu escapar para o mar Cáspio onde ele morreu lutando contra os árabes.
Estes relatos podem ter sido exagerados, pois Igor foi capaz de organizar uma nova campanha naval já em 944-45. Os quersonenses rapidamente alertaram o imperador sobre esta nova frota que se aproximava e, desta vez, os bizantinos foram rápidos em comprar a paz. Como resultado, firmaram um tratado cujo texto completo aparece na Crônica Primeira e que duraria por quase quarenta anos até a guerra de 970.